# Kardan
Kardan is een Israëlisch-Nederlandse investeringsmaatschappij, actief op het gebied van initiëren, ontwikkelen en managen van activa in opkomende markten.
Het bedrijf heeft een beursnotering aan de beurs van Tel Aviv. Het houdt zich vooral bezig met de ontwikkeling van zakelijke vastgoedprojecten in opkomende markten zoals Oost-Europa en China, en van water infrastructuur projecten in opkomende markten. Te denken valt onder meer aan waterzuiveringsinstallaties en watervoorzieningsinstallaties.
Alle geconsolideerde bedrijven onder de Kardan paraplu hebben ongeveer 7000 werknemers in dienst (jaareinde 2011). Het bedrijf is opgericht in 1994 en was tussen juli 2003 en augustus 2020 genoteerd aan Euronext Amsterdam.
Kardan komt voor op de officiële lijst van de Hoge Commissaris van de Verenigde Naties voor de Vluchtelingen van ondernemingen die actief bijdragen aan Israëls kolonisering van bezet Palestijns gebied, dit door de levering van diensten en nutsvoorzieningen die het onderhoud en bestaan ondersteunen van nederzettingen.